# Agrippina Maior

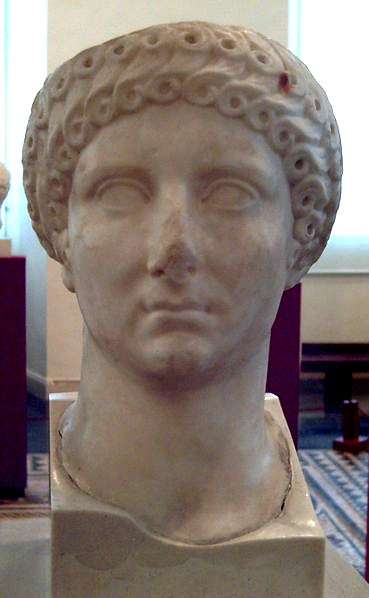
Agrippina Maior

Agrippina Maior (n. 14 î.Hr. – d. 33 d.Hr.) a fost nepoata lui Augustus, fiica omului sãu de nãdejde Agrippa și soția popularului general Germanicus. La moartea lui Agrippa, mama Agrippinei se mãritã cu Tiberius, o cãsnicie nefericitã pentru cã Tiberius este forțat sã divorțeze de Vipsania, cea pe care o iubea. Agrippina nu își mai vede mama dupã ce acesta este exilatã pe motiv de adulter. Cu Germanicus are 6 copii, prntre care și Gaius, viitorul împãrat Caligula. Obișnuia sã meargã cu copiii la campaniile lui Germanicus, unde Gaius îmbrãca un costum militar în miniaturã, de unde și porecla de Caligula (micile încãlțãri).

## Galerie de imagini

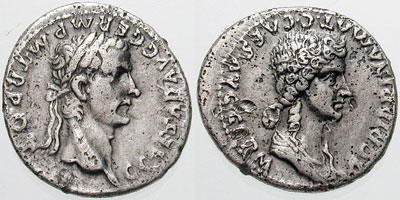
Denar emis sub Caligula, în 37-41, fiul Agrippinei Maior; avers: CALIGULA CAESAR; revers: AGRIPINNA
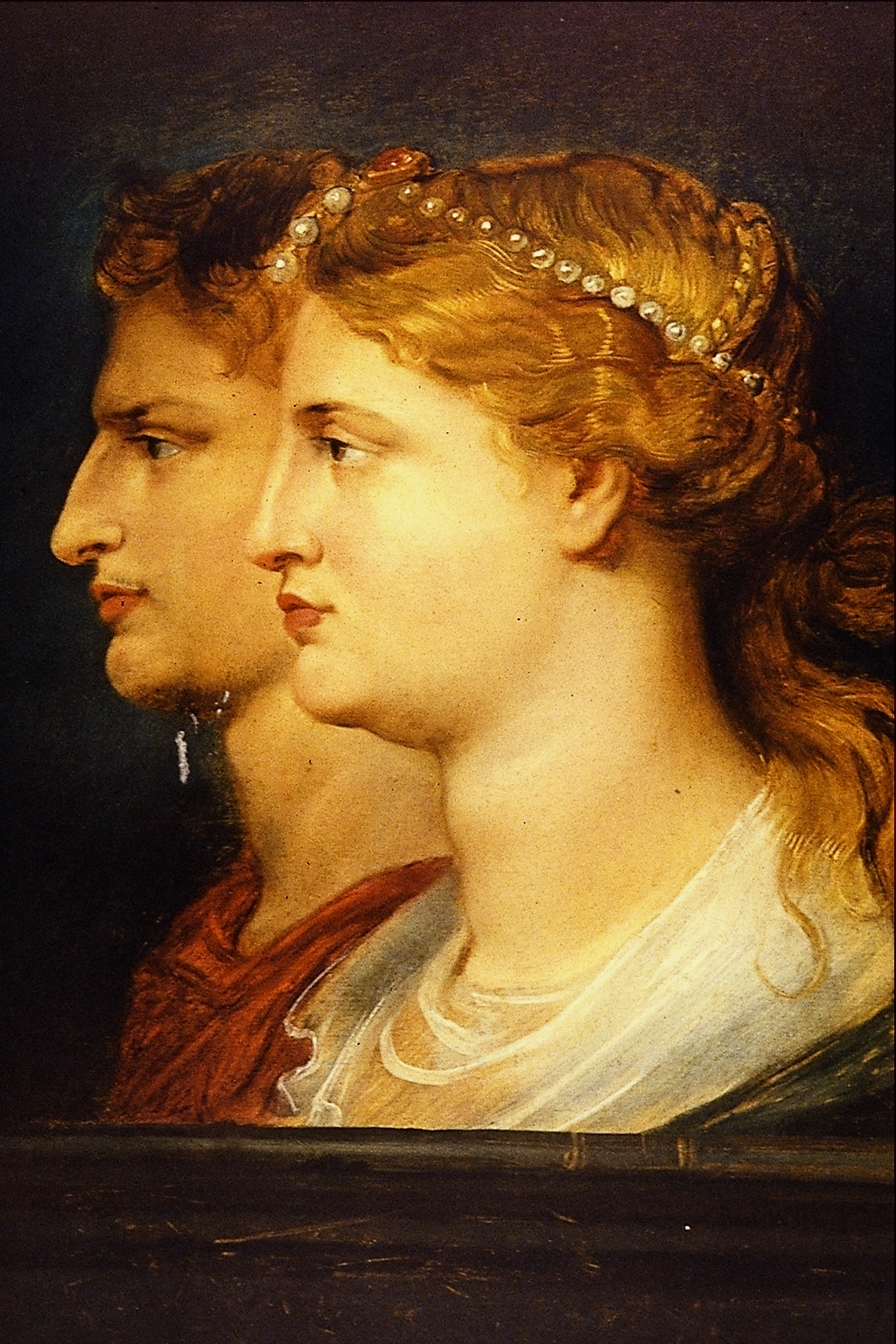
Tabloul Tiberius și Agrippina pictat de Rubens